# Ratajki
Ratajki (deutsch Ratteick) ist ein Dorf in Hinterpommern, heute  in der polnischen Woiwodschaft Westpommern gelegen. Es gehört zur Stadt- und Landgemeinde Sianów (Zanow) im Powiat Koszaliński (Köslin).

## Geografische Lage
Ratajki liegt im Nordosten des Kreises Koszalin, 22 Kilometer von der Kreisstadt entfernt an einer Nebenstraße von Sianów an der Landesstraße 6 (Stettin – Danzig) über Sowno (Alt Zowen) und Nadbór (Nadebahr) nach Polanów (Pollnow). Die nächste Bahnstation ist Skibno (Schübben-Zanow) an der Bahnstrecke Stargard Szczeciński–Gdańsk. Bis 1945 bestand über Latzig (heute polnisch: Laski) Anschluss an die Kleinbahnstrecke Köslin–Natzlaff (Nacław) (–Pollnow) der Köslin–Belgarder Bahnen.
Ratajki liegt im Bereich der Endmoränen des Baltischen Höhenrückens 70 Meter über NN. bei Höhenunterschieden in der Gemarkung zwischen 43 und 106 Metern. Kleine Bäche markieren die Grenzen zu den Nachbardörfern Kościernica (Kösternitz) mit Mirotki (Eichhof), Szczeglino (Steglin), Sieciemin (Zitzmin), Przytok (Zwölfhufen), Kusice (Kuhtz), Sierakowo Sławieńskie (Zirchow) und Powidz (Friedensdorf).

## Geschichte
Ratteick (früher auch Ratteck, Rattegk) ist ein altes, seit dem 15. Jahrhundert nachgewiesenes Rahmelsches Lehen. Am 21. Februar 1748 verkaufte Ewald Richard von Rahmel eine Hälfte des Dorfes an den Major Jürgen Lorenz von Kleist, die andere Hälfte war damals schon an die Familie von Below gegangen. Claus von Below trat sie aber schon 1699 erblich an Tessen Christian von Kleist ab.
1752 kam das gesamte Lehen in eine Hand unter Hans Joachim von Kleist in Nemitz (heute npolnisch: Niemica), und 1857 kaufte Eugen Andreas Ludendorff (1834–1893) das Gut von der Familie von Kleist. 1890/95 schließlich wurde der größte Teil des Gutes aufgesiedelt. Ein Restgut in der Größe von 212 Hektar blieb bestehen und war 1939 im Besitz von Heinrich Thormeyer, der es an Hans Heinrich Zeidler verpachtet hatte.
In Ratteick mit seinen Ortsteilen Bartelsmühle (polnisch: Jazy) und Glashütte (Borowiec) lebten 1818 lediglich 52 Einwohner. Die Zahl stieg 1885 auf 403, betrug 1939 aber nur noch 295. Die Gemeindefläche umfasste in diesem Jahr 1100 Hektar.
Am 1. März 1945 rückte die Roten Armee in Ratteik ein, die von Pollnow (Polanów) in Richtung Kuhtz (Kusice) vordrangen. Zahlreiche Einwohner wurden erschossen. Bald nahmen Polen von dem Ort Besitz. Die deutsche Bevölkerung wurde im Frühjahr 1946 vertrieben. Ratteick wurde als Ratajki Teil der Stadt- und Landgemeinde Sianów und wechselte vom Landkreis Schlawe i. Pom. in den Powiat Koszaliński der Woiwodschaft Westpommern (bis 1998 Woiwodschaft Koszalin).

## Amt Ratteick
Ratteick bildete vor 1945 mit Steglin (Szczeglino) und Zirchow (Sierakowo Sławieńskie) einen Amtsbezirk im Landkreis Schlawe i. Pom. Er gehörte zum Regierungsbezirk Köslin der preußischen Provinz Pommern.

## Standesamt Ratteick
Die drei Gemeinden des Amtsbezirks waren auch zum Standesamt in Ratteick zusammengeschlossen. Die erhaltenen Standesamtsunterlagen aus der Zeit vor 1945 befinden sich im Standesamt Sianów (Zanow) (Unterlagen aus dem 20. Jahrhundert) bzw. im Staatsarchiv Koszalin (19. Jahrhundert).

## Bauwerke

### Kirche
In Ratteick waren die Einwohner vor 1945 fast ausnahmslos evangelischer Konfession. Die Kirchengemeinde, zu der 1940 insgesamt 286 Gemeindeglieder gehörten, war selbständig, gehörte als Filialgemeinde – wie auch die Kirchengemeinde Zowen (Sowno) – zum Kirchspiel Kösternitz (Kościernica) im Kirchenkreis Köslin (Koszalin) der Kirchenprovinz Pommern der Kirche der Altpreußischen Union. Letzter deutscher Geistlicher war Pfarrer Wilhelm Schubring.
Heute gehören die Einwohner von Ratajki überwiegend zur Katholischen Kirche in Polen. Das Dorf ist in die Pfarrei Sieciemin (Zitzmin) im Dekanat Sławno im Bistum Köslin-Kolberg integriert. Die evangelischen Kirchenglieder werden nunmehr vom Pfarramt Koszalin in der Diözese Pommern-Großpolen der Evangelisch-Augsburgischen Kirche in Polen betreut.

#### Dorfkirche
In Ratteick stand eine Kirche, die von einem Friedhof umgeben war. Rittergutsbesitzer Eugen Andreas Ludendorff hatte das Gotteshaus 1860 aus eigenen Mitteln errichten lassen. Es war ein Gebäude, das massiv aus Findlingen und Ziegelsteinen erstellt wurde. Der Glockenstuhl war vor der Kirche in Fachwerk aufgestellt worden.

### Schule
In Ratteick gab es vor 1945 eine einklassige Volksschule, deren Gebäude etwa 1890 errichtet worden war. 40 bis 50 Kinder besuchten die Schule, deren letzter deutscher Lehrer Richard Klix von 1917 bis 1945 hier unterrichtete.